# Dajnomir
Dajnomir je domišljijski literarni lik Marjana Mančka iz stripov Hribci ter iz stripa Dajnomir in Miliboža.
Dajnomir je prazgodovinski prebivalec slovenskih gora, ki po svojih neštetih zgodah in nezgodah spominja na izkušnje sodobnih otrok in odraslih. Težave, s katerimi se sooča, rešuje z radovednostjo in radoživostjo. To predstavlja Mančkovo sporočilo tudi za naš večkrat z nasiljem prežet čas. 
V planinah ni sam, ampak živi v votlini skupaj s svojo ženo Milibožo in sinom Milimirom. Včasih ima prav nenavadne ideje in želi narediti kakšno lepo stvar za Milibožo. Žal se ideje po navadi ne uresničijo tako, kot bi si želel, ali pa Miliboža ideje komentira takole: »Daj no mir!« Najverjetneje je ime dobil prav zaradi tega stavka. Dajnomir skrbi, da imata z Milibožo kaj za pod zob in zato hodi na lov (mnogokrat ta lov traja zelo dolgo, saj na poti vedno najde kakšno zanimivejšo dejavnost ...), Miliboža pa skrbi za votlino in kuha.